# Benjamin, der Schüchterne
Benjamin, der Schüchterne ist ein deutsches Stummfilmliebeslustspiel von William Karfiol aus dem Jahre 1916 mit Reinhold Schünzel in der Titelrolle.

## Handlung
Benjamin ist zwar glücklich verliebt aber notorisch pleite. Eines Tages hat er sogar den Gerichtsvollzieher am Hals, weil er seine Miete nicht mehr bezahlen kann. Sein Hauswirt ist ein kraftstrotzender Typ, was allein schon dem schüchternen Benjamin gehörig Angst einjagt. Da hält er sich lieber an dessen liebreizende Tochter Lulu, um einen Zahlungsaufschub zu erwirken. Die in Benjamin verliebte Lulu hilft ihm mit ihrem eigenen Ersparten gern aus, verlangt dafür aber, dass er sich mit ihr verloben müsse. Den stört das nur bedingt, hält er doch weiterhin an der Beziehung mit seiner eigentlichen Freundin Asta fest. Benjamin ist sogar so dreist, dass er sich in aller Öffentlichkeit beim Schäkern mit Asta zeigt. So auch, als beide einen öffentlichen Ringkampf besuchen. Unglücklicherweise nimmt daran auch sein durchtrainierter Hauswirt, der Schwiegervater in spe, teil. Der sieht mit großem Grimm, wie Luftikus Benjamin, der ja eigentlich seiner Tochter Lulu versprochen ist, mit jener fremden Dame herumpoussiert. Mit Ach und Krach kann sich Benjamin den anstehenden Prügeln entziehen und beschließt, Lulu sofort zu heiraten, ehe der Schwiegervater in spe ihm die Ohren abreißt. Die Ehe macht jedoch aus der süßen Lulu einen regelrechten Hausdrachen, unter dessen Regiment Benjamin, der einstmals Schüchterne, nun rein gar nichts mehr zu lachen hat. 
Umso erfreuter ist Benjamin eines Tages, dass er eine Dienstreise ins nahe gelegene Rietschenhausen antreten muss, wo er plant, seine alte Flamme Asta wieder zu sehen. Da Lulu ihrem Gatten nicht über den Weg traut, beschließt sie daher, sehr zu Benjamins Missfallen, ihren Ehemann dorthin zu begleiten. Benjamin hat alle Mühe, sich von Lulu, die wie eine Klette an ihm hängt, loszueisen. Als er erfährt, dass er in der Lotterie das große Los gewonnen hat, plant Benjamin, mit Asta das Weite zu suchen und irgendwo neu anzufangen. Doch oh weh: In der Zahlenveröffentlichung hat sich ein Druckteufelchen eingeschlichen, und Benjamins Idee vom Glück mit Asta in Saus und Braus zerplatzt wie eine Seifenblase. Reumütig kehrt der Schüchterne zu Heim, Herd und Lulu zurück. Als wäre dies alles nicht schon schlimm genug, muss er bald feststellen, dass sich Asta und sein Schwiegervater ineinander verguckt haben. Um dem Geschehen die Krone aufzusetzen, eröffnet Lulu ihrem heimgekehrten Ehemann, dass sie ein schmuckes Häuschen auf dem Lande gekauft habe, das Platz für alle Viere – sie und Benjamin, ihr Vater und dessen neueste Eroberung – bietet. Dies kommt sowohl Benjamin als auch Asta zupass, denn bei dieser räumlichen Konstellation unter einem Dach lässt sich ja durchaus die alte Affäre ohne Verdacht zu erregen wieder auffrischen…

## Produktionsnotizen
Benjamin, der Schüchterne entstand im Herbst 1916 und passierte die Zensur im Dezember desselben Jahres. Die Uraufführung des Dreiakters erfolgte kurz darauf.

## Kritik
In Wiens Neue Kino-Rundschau heißt es: „Ein lustiges Bild, reich an guten Einfällen, die die ergötzlichsten Situationen zur Folge haben.“